# Stuck
|  | Denne artikel er oprettet af botten PalnaBot ud fra en ekstern database. Den kan derfor have sproglige fejl eller mangler. Denne skabelon kan fjernes efter kontrol af indholdet. |

Stuck er en film med ukendt instruktør.

## Handling
STUCK er skabt af et lille hold på en svensk bilkirkegård i løbet af en virkelig kold vinternat.